# Ordem número 227

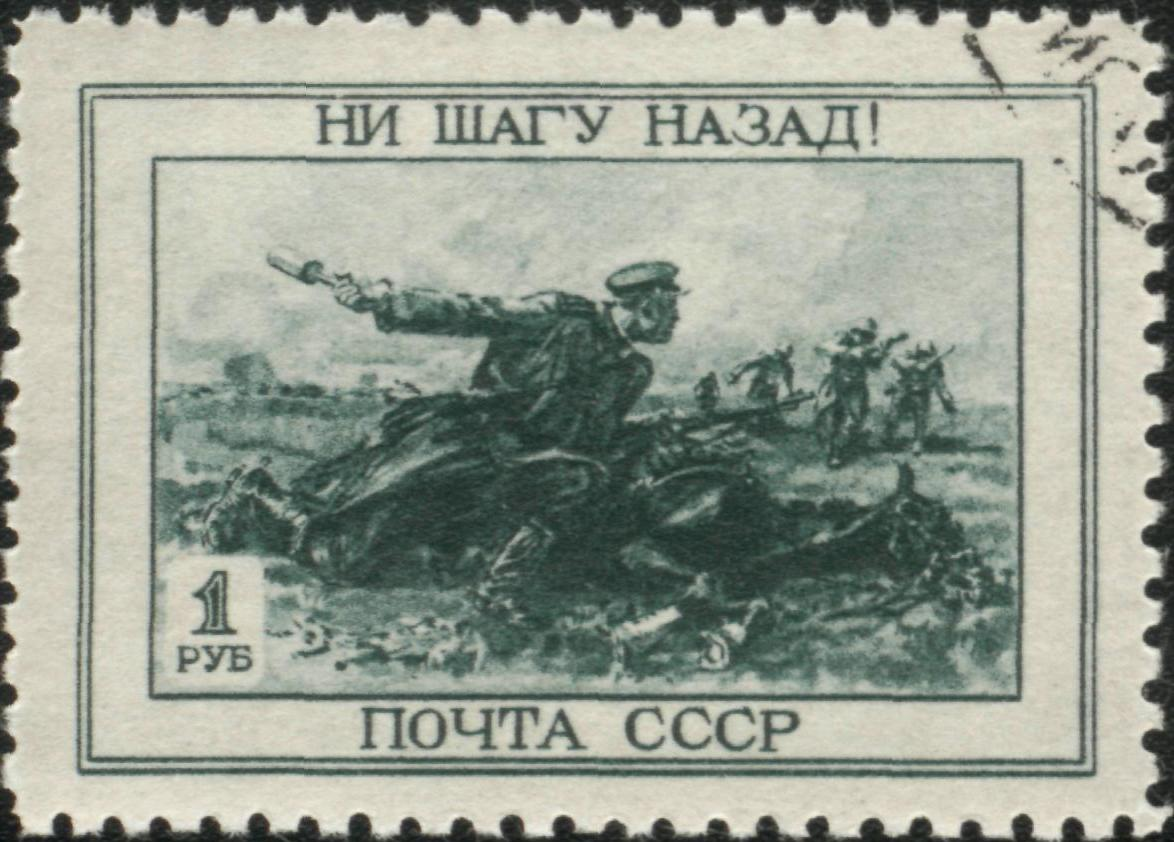
Selo soviético com a famosa frase "Nenhum passo para trás!"

Ordem número 227 foi lançada em 28 de julho de 1942 por Josef Stalin agindo como Comissário de Defesa do Povo. É famosa pela frase "Nenhum passo para trás!" (russo: Ни шагу назад!), que tornou-se um slogan da resistência antifascista soviética.

## A ordem
Nenhum comandante possuía o direito de recuar sem autorização. Qualquer um que o fizesse estava sujeito a um tribunal militar correspondente a sua patente.
A ordem número 227 estabeleceu que cada Frente deveria criar de um a três batalhões penais de soldados acusados de problemas disciplinares, que seriam mandados então para as regiões mais perigosas do campo de batalha. Cada Frente deveria criar do mesmo modo companhias penais para soldados e suboficiais. De 1942 a 1945, 427 910 soldados foram engajados em batalhões penais.
A ordem estabeleceu inclusive que cada força deveria criar "destacamentos de bloqueio" para fuzilar "covardes" e tropas fugitivas em pânico na retaguarda. Em seguida aos dois primeiros meses da ordem, mais de 1 000 tropas foram fuziladas por unidades de bloqueio, que mandaram também mais de 24 mil tropas para batalhões penais.
Ambas as medidas foram citadas no preâmbulo da ordem como sendo procedimentos de sucesso adotados pelos alemães durante sua retirada de inverno.
A exigência de que as forças mantivessem destacamentos de bloqueio foi abandonada três meses depois de lançada a ordem, em 29 de outubro de 1942. Sua intenção de galvanizar o moral do pressionado Exército Vermelho principalmente durante a Batalha de Stalingrado – e enfatizar o patriotismo obteve em geral um efeito contrário do esperado. Consequentemente, não foi implementada de forma consistente pelo comando, que considerou o desvio de tropas para a criação de unidades de bloqueio um desperdício de efetivo, abandonando a ideia discretamente. Em novembro de 1944, as unidades de bloqueio foram oficialmente dispersadas.